# Alberto Ruiz-Gallardón Jiménez
Alberto Ruiz-Gallardón Jiménez, född 11 december 1958 i Madrid i Spanien, är en spansk politiker, borgmästare i Madrid och medlem i Partido Popular (PP). Den 22 december 2011 utnämndes han av den nytillträdde regeringspresidenten Mariano Rajoy till Spaniens justitieminister.

## Barndom och utbildning
Ruiz-Gallardón är son till advokaten José María Ruiz Gallardón och Ana María Jiménez Aladrén. Han tog studenten (Bachillerato) i Colegio de Nuestra Señora del Recuerdo (Compañía de Jesús). Han avlade examen i juridik på universitetet San Pablo CEU (då tillhörande Universidad Complutense, numera fristående universitet). Han erhöll andra platsen i utnämningsförfarandet till tjänster inom åklagarämbetet (XXVIII Promotionen) och tjänstgjorde under en kort period vid Audiencia Provincial i Málaga, en tjänst som han är tjänstledig från.

## Början av politiken
1983 valdes han in i stadsfullmäktige i Madrid.
1986 valdes han in i ledningen för det politiska partiet Alianza Popular (AP) vid dess sjunde kongress. I de allmänna valen i Spanien 1986 var han kandidat till senaten för valkretsen i Palenciaprovinsen, utan att ta en plats. I september samma år, efter AP:s generalsekreterares avgång, fick Ruiz-Gallardón denna post interimistiskt fram till åttonde kongressen. I juni 1987 valdes han till deputerad i Asamblea de Madrid. En månad senare valdes Antonio Hernández-Mancha till president i AP och utsåg Ruiz-Gallardón till vicepresident och talesman för partiet. Han utsågs också till talesman för den politiska grupperingen Grupo Parlamentario Popular i senaten, en post han innehade till dess han blev utsedd till president i Comunidad de Madrid.

## President i Comunidad de Madrid
Alberto Ruiz-Gallardón Jiménez blev installerad som president i Comunidad de Madrid 1995, efter att hans parti hade vunnit valet med absolut majoritet. 1999 återvaldes han till posten, återigen med sitt parti i absolut majoritet. Hans politik i spetsen för la Comunidad karakteriserades av dialog med fack och arbetsgivare, vilket ledde till reformer som införandet av 35-timmarsvecka i den regionala administrationen. Han genomförde också att den centrala administrationen släppte ansvaret för hälso- och utbildningsfrågor.

## Borgmästare i Madrid / Alcalde de Madrid

### Första mandatperioden: 2003–2007
2003 bytte han politisk scen efter uppmaning från José María Aznar och presenterade sig som borgmästarkandidat i valet i Madrid med Aznars hustru Ana Botella som nummer två och blev borgmästare genom att erhålla absolut majoriet. Ruiz-Gallardón vann valet i kamp mot den socialistiska PSOE-kandidaten Trinidad Jiménez och mot Vänsterunionens kandidat Inés Sabanés.
2004 var han den ende partimedlemmen i Partido Popular som gick ut offentligt i Kongressen och visade självkritik för några av de begångna felen som hans parti i regeringsställning hade gjort, utan att uttryckligen nämna felen. "Några fel måste vi ha begått", sade han då. Senare försökte han lansera vice borgmästaren i Madrid Manuel Cobo som kandidat till president i Partido Popular i Madrid framför Esperanza Aguirre. Manuel Cobo har varit en nära medarbetare till honom sedan då han var president i Comunidad de Madrid.
I spetsen för la alcaldía åtog han sig projektet "Madrid Calle 30" som bestod av ombyggnad av kringleden M-30, som går runt den spanska huvudstaden; vilket också innefattade nergrävning av den sträcka som till del sammanfaller med floden Manzanares lopp. Anläggningsarbetena som varade 22 månader hade som mål att minska olyckorna på motorvägen genom den nya sträckningen och också återställa en grön zon längs flodens stränder, med ett projekt som skulle skapa trädgårdsområden, parker, cykelvägar, plats för spårvagnar, och har prisbelönats internationellt.

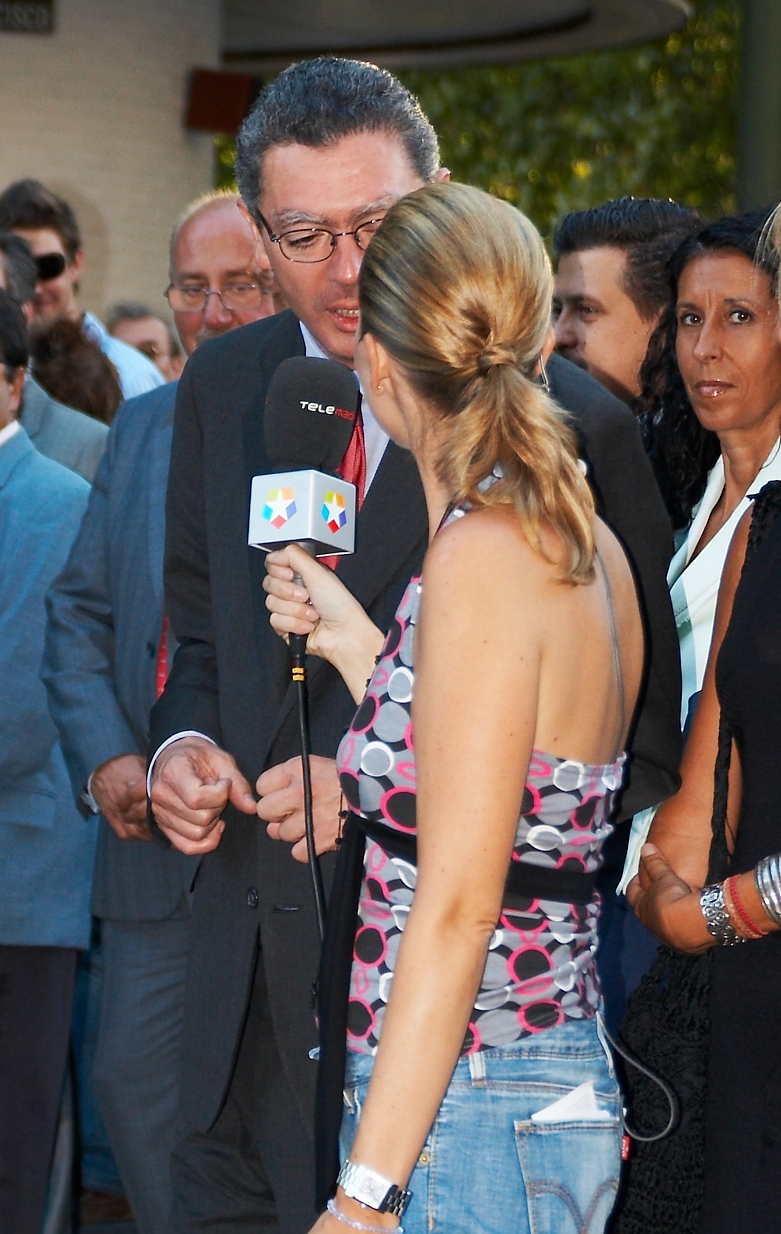
Alberto Ruiz-Gallardón intervjuad av Telemadrid under Palomafestligheterna 2007.

Enligt enkätundersökningar som tidningen ABC genomförde 2006, är Alberto Ruiz-Gallardón en av de högst uppskattade politikerna i hela Spanien, trots den hårda kritik han fått av medlemmar i sitt eget parti för sin ”progressiva” karaktär.

### Andra mandatperioden: 2007–2011
I kommunalvalen 2007 fick Ruiz-Gallardón åter absolut majoritet som borgmästare före PSOE-kandidaten Miguel Sebastián och representanten för Förenade vänstern (Izquierda Unida) Ángel Pérez.
Efter att ha uttryckt sin önskan att stå som nummer 2 för Partido Popular i valkretsen för Madrid i de allmänna valen 2008, blev han till sist ändå inte vald av Mariano Rajoy i konkurrens med Esperanza Aguirre. Gallardón visade då sitt missnöje och uttalade att han övervägde att lämna politiken.

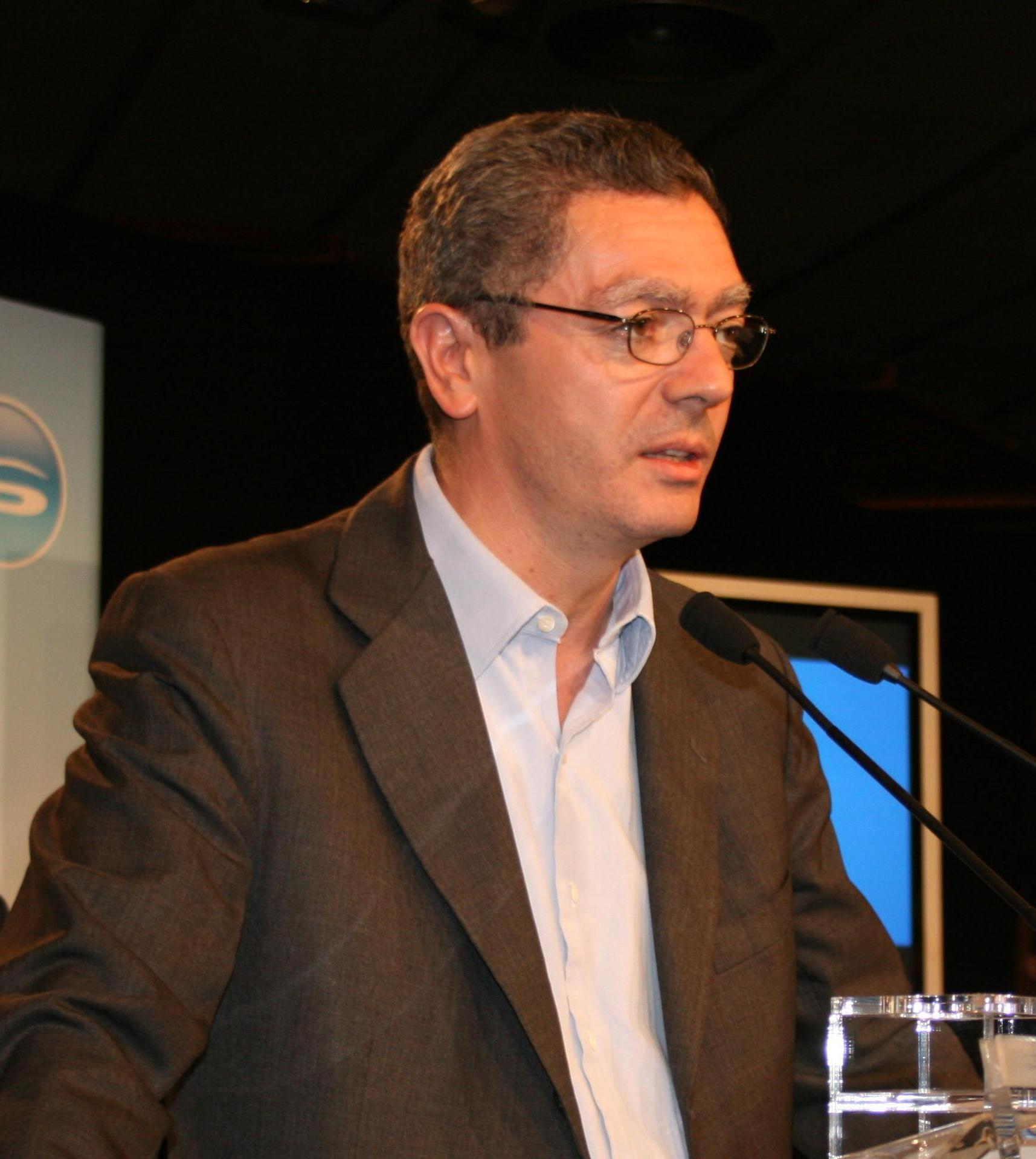
Alberto Ruiz-Gallardón, under en kampanj inför de allmänna valen 2008.